# Juan José Falla Sánchez
Juan José Falla Sánchez (Ciudad de Guatemala, 9 de noviembre de 1930-Ciudad de Guatemala, 10 de julio de 2021) fue un genealogista e historiador guatemalteco cuyas publicaciones contribuyen a revalorizar las fuentes bibliográficas que permiten reconstruir con mayor amplitud y 
profundidad la historia colonial de Centroamérica.

## Biografía
Juan José Falla Sánchez nació en 1930 en la Ciudad de Guatemala.
En 1952, se graduó de Bachelor of Arts en Yale University en historia. Obtuvo su título de abogado y notario en la Universidad de San Carlos de Guatemala en 1959. Además de su trabajo profesional como abogado y notario, dedicó su vida al estudio e investigación de la historia, genealogía y heráldica, siendo miembro de la Academia Guatemalteca de Estudios Genealógicos, Heráldicos e Históricos y  socio numerario de la  Academia de Geografía e Historia de Guatemala.

## Obras y publicaciones

### Libros
- Extractos de Escrituras Públicas, XVI volúmenes desde los años 1538 a 1905, Archivo General de Centro América (Guatemala) (1994-2023)[4] es su principal trabajo de investigación histórica consistente en una compilación indexada de síntesis de escrituras públicas, contenidas en protocolos notariales de escribanos de la época colonial e independiente de Guatemala, que recopila información sobre la sociedad de ese entonces. En esta obra de dieciséis tomos se describen transacciones comerciales (compraventas, hipotecas, exportaciones, importaciones, impuestos, añil), dotes de matrimonios, testamentos, tributos indígenas, venta de esclavos, manumisión, haciendas ganaderas, ingenios de azúcar, molinos, minas, donaciones para conventos y órdenes religiosas. Es una importante fuente para genealogistas, historiadores, economistas y antropólogos. [5] [6][7][8][9][10][11] Gracias a esta recopilación se pudo escribir sobre la historia de la Casa Popenoe.[12][13]

### Artículos
Como genealogista, Juan José Falla Sánchez publicó en la Revista de la Academia Guatemalteca de Estudios Genealógicos, Heráldicos e Históricos: 
- "El Licenciado don Simón Vasconcelos y Vides, Vicejefe del Estado de Guatemala, desempeñó la Jefatura en mayo de 1833 y febrero de 1834", en coautoría con Edgar Juan Aparicio y Aparicio, No. 2 (1968) 21-28.
- "La familia Sánchez de Perales", en coautoría con Edgar Juan Aparicio y Aparicio", No. 2 (1968) 41-165.
- "Datos genealógicos de los trece Próceres que firmaron el Acta de la Independencia de Centroamérica en 1821", en coautoría con Edgar Juan Aparicio y Aparicio y Ramiro Ordóñez Jonama, Nos. 5-6 (1971-72) 11-38.[14]
- "La familia Martín del Cerro, fundadora de la Villa de San Vicente de Austria", Nos. 3-4 (1969-70) 157-260.[15][16]
- "Origen de la familia de la Campa en Indias", Nos. 3-4 (1969-70) 261-272.
- "Los González Mateo. Señores diviseros del Solar de Valdeosera y su descendencia en Guatemala", No. 7 (1979) 243-308.
- "La familia de la Tovilla", No. 8 (1983) 207-312.
- "La familia Velasco, en Chiapas", No. 9 (1987) 463-522.[17]
- "Familia Estrada Medinilla (Primera parte)", No. 10 (2005) 17-88.
- "Familia Estrada Medinilla (Segunda parte)", No. 11 (2012) 63-170.

Para su ingreso como miembro numerario en la Academia de Geografía e Historia de Guatemala en 1994 escribió el trabajo "Aspectos de la vida del Licenciado Salvador Falla" publicado en Anales de la Academia de Geografía e Historia de Guatemala, tomo LXVIII: 203-224.

### Obra póstuma disponible en Línea
- "Santiago de Guatemala: Urbanismo, Viviendas, Propietarios y Censos hipotecarios": Este estudio detallado sobre Antigua Guatemala aborda propiedades y residentes en la época colonial, proporcionando información urbanística, arquitectónica y genealógica. El acceso completo a esta obra está disponible aquí.

- "Familia de León Cardona, 2023": Este trabajo, disponible en línea, es un estudio genealógico sobre la descendencia de Juan de León Cardona, Conquistador del Occidente de Guatemala. Puede ser consultado aquí.